# Frontière entre l'Ouganda et la Tanzanie
La frontière entre l'Ouganda et la Tanzanie est une frontière internationale continue longue de 396 kilomètres séparant, en Afrique de l'Est,  l'Ouganda au nord et la Tanzanie au sud. La majeure partie de cette frontière est lacustre, traversant d'est en ouest le lac Victoria.

## Description

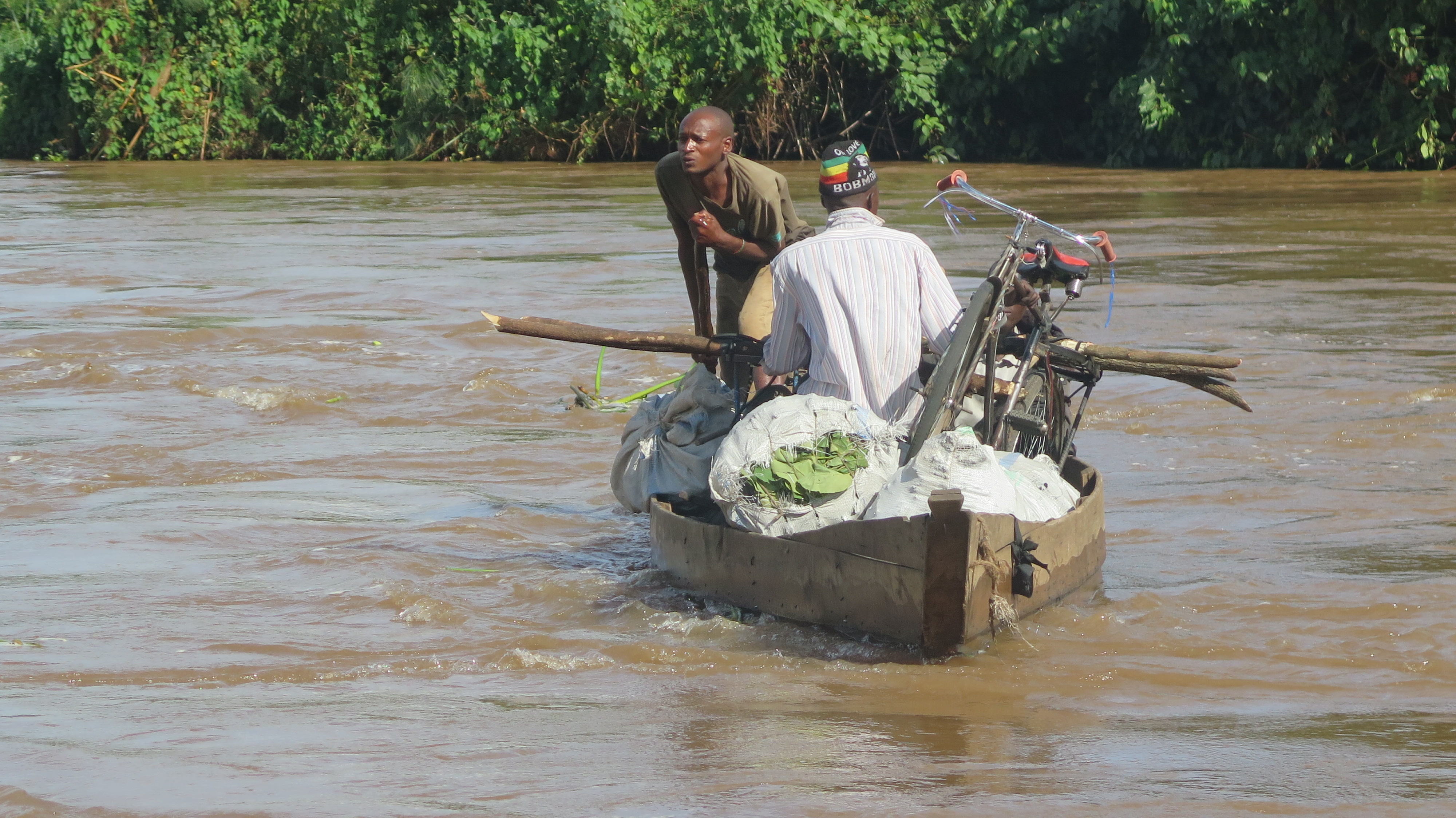
Commerce transfrontalier informel sur le Kagera près de Kajaho.

La frontière débute par un tripoint avec les frontières Rwanda-Tanzanie et Ouganda-Rwanda à la confluence entre le Muvumba et le Kagera. Sur ses 60 premiers kilomètres elle suit le cours du Kagera, vers l'est puis le nord-est. Les 340 kilomètres suivants suivent une ligne droite orientée d'ouest en est fixée sur le 1er parallèle sud. La majeure partie de cette frontière rectiligne est située sur le lac Victoria. Elle s'achève sur par un tripoint entre les frontières Kenya-Ouganda et Kenya-Tanzanie sur le lac, à une douzaine de kilomètres de sa côte orientale.
La ville de Mutukula est l'un des principaux points de passage routier de la frontière.